# Лена Манда
Лена Манда (на гръцки: Λένα Μαντά) е гръцка писателка на произведения в жанра съвременен роман.

## Биография и творчество
Лена Манда е родена на 30 април 1964 г. в Истанбул, Турция. Премества се в Атина когато е дванадесетгодишна. Завършва детска педагогика за учител в детска градина, но не работи по професията. В продължение на три години има собствена куклена трупа, за която пише пиеси. Публикува статии в местни вестници и в продължение на две години е програмен директор на радио станция в северните предградия.
Първият ѝ роман „Τη μέρα που σε γνώρισα“ (Денят, в който те срещнах) е публикуван през 2001 г.
Вторият ѝ роман „Валс с дванайсет богове“ е издаден през 2005 г. Пътен инцидент свързва съдбите на героите Костис, Марина, Елпида и Наталия, които през следващите 12 месеца преминават през враждебност, смях и приятелство, и нещо много повече. По романа през 2013 г. е направен телевизионен сериал в Кипър и Гърция с участието на Стратос Дзордзоглу.
Отличена е с наградата „Писател на годината“ за 2009 г. и 2011 г. от списание „Life & Style“.
Омъжена е за бизнесмена Йоргос Мандас и има две деца. Лена Манда живее със семейството си в Капандрити, Южна Гърция.

## Произведения
- Τη μέρα που σε γνώρισα (2001)
- Βαλς με δώδεκα θεούς (2005)
Валс с дванайсет богове, изд. „Orange Books“, София (2015), прев. Здравка Михайлова, Светлана Дончева и Христина Янисова
- Θεανώ, η λύκαινα της πόλης (2006)
- Το σπίτι δίπλα στο ποτάμι (2007)
- Η άλλη πλευρά του νομίσματος (2008)
- Έρωτας σαν βροχή (2009)
- Το τελευταίο τσιγάρο (2010)
- Δεν μπορεί, θα στρώσει (2010)
- Χωρίς χειροκρότημα (2011)
- Όσο αντέχει η ψυχή (2012)
- Με λένε Ντάτα (2013)
- Ήταν ένας καφές στη χόβολη (2014) – ел.книга
- Τα πέντε κλειδιά (2014)
- Όσα ήθελα να δώσω (2015) – сборник разкази
- Μια συγγνώμη για το τέλος (2015) – ел.книга
- Η εκδίκηση των αγγέλων (2016) – ел.книга

### Екранизации
- 2013 Βαλς με δώδεκα θεούς – ТВ сериал